# Haribhadra (filósofo budista)
Haribhadra, también conocido como Shizi Xian ( chino simplificado: 狮子贤; chino tradicional: 獅子|賢 ) o Sengge Zangpo ( en tibetano: སེང་གེ་བཟང་པོ་, wylie: seng-ge bzang-po  ambos nombres significan "león justo") fue un filósofo budista del siglo VIII d. C. y discípulo de Śāntarakṣita, uno de los primeros misioneros budistas indios en el Tíbet. Fue uno de los monjes fundadores del monasterio de Vikramashila. El comentario de Haribhadra sobre Abhisamayalankara fue uno de los más influyentes de los veintiún comentarios indios sobre ese texto, quizás debido a la condición de su autor como discípulo de Shantarakshita. Al igual que su maestro, la tradición doxográfica tibetana considera retrospectivamente a Haribhadra representante de la escuela Yogācāra-Svatantrika-Mādhyamaka.
La interpretación de Haribhadra del Abhisamayalankara, particularmente su modelo de cuatro kaya, fue controvertida y contradijo la interpretación normativa anterior popularizada por Vimuktasena . Haribhadra afirma que el capítulo 8 de Abhisamayalamkara describe la Budeidad a través de cuatro kayas: svabhavikakaya, [jnana] dharmakaya, sambhogakaya y nirmanakaya. La posición de Haribhadra fue a su vez cuestionada por Ratnākaraśānti y Abhayakaragupta . En el Tíbet, el debate continuó, con Je Tsongkhapa defendiendo la posición de Haribhadra y Gorampa de la escuela Sakya promoviendo la otra.